# 鴷形目
䴕形目在动物分类学上是鸟纲中的一个目。这一目的鸟最为人熟悉的是各种啄木鸟。

## 名称由来
《尔雅》中称斲木的鸟为“䴕”，这一目中啄木鸟因行为特殊，喜啄木食虫，很早就被人类所注意。

## 分布
鴷形目分布广泛，除马达加斯加、澳大利亚及一些高纬度岛屿外，全世界都有分布。啄木鸟科的鸟广布于全世界，其他各科仅在热带分布。

## 外形特征
这一目的鸟喙直成锥形，十分强健。舌长能伸出口外。尾为平尾或楔尾，脚短，足第2、3趾朝前，第1、4趾朝后，为对趾足。

## 习性
栖息于树上，食物以昆虫为主，常在树干攀爬。营巢于树洞中，响蜜鴷科的鸟有巢寄生行为，雏鸟晚成型。

## 分类
- 鹟䴕亚目 Galbuli
  - 鹟鴷科 Galbulidae
  - 喷鴷科 Bucconidae
- 䴕亚目 Pici
  - †Picavidae
  - 鵎鵼下目 Ramphastides
    - 拟啄木鸟科 Megalaimidae
    - 非洲拟啄木鸟科 Lybiidae
    - 美洲拟啄木鸟科 Capitonidae
    - 巨嘴拟啄木鸟科 Semnornithidae
    - 鵎鵼科 Ramphastidae

  - 䴕下目 Picides
    - 响蜜鴷科 Indicatoridae
    - 啄木鸟科 Picidae